# مارتن هوديك (سائق راليات)
مارتن هوديك مواليد 27 يونيو 1980، هو سائق راليات تشيكي. بدأ مسيرته في سنة 2013. كان أول رالي له هو رالي السويد 2013. شارك في بطولة العالم للراليات.